# Maria da Glória de Oliveira
Maria da Glória de Oliveira (Rio de Janeiro, 1961) é uma historiadora brasileira, vencedora do prêmio de pesquisa ANPUH-Rio de 2010 e referência para os estudos de gênero na historiografia brasileira.

## Atuação e reconhecimento
Formou-se historiadora e mestra em história pela Universidade Federal do Rio Grande do Sul e doutora pela Universidade Federal do Rio de Janeiro. Sua dissertação de mestrado, intitulada Crítica, método e escrita da história em João Capistrano de Abreu, foi publicada pela editora FGV, em 2013. Sua tese de doutorado, intitulada A biografia como problema historiográfico no Brasil oitocentista, também foi publicada em livro pela editora FGV e venceu o prêmio de pesquisa ANPUH-Rio de 2010.
Na Universidade Federal Rural do Rio de Janeiro, é professora de História da Historiografia, Teoria e Metodologia da História, do Departamento de História e Relações Internacionais, e professora do Programa de Pós-Graduação em História e do Mestrado Profissional em Ensino de História (ProfHistória) e líder do Núcleo de Pesquisas de Teoria da História e História da Historiografia (HISTOR).
Seu trabalho historiográfico é de grande repercussão, principalmente no que se refere à história da historiografia, aos estudos de gênero e ao feminismo decolonial.